# EIF2

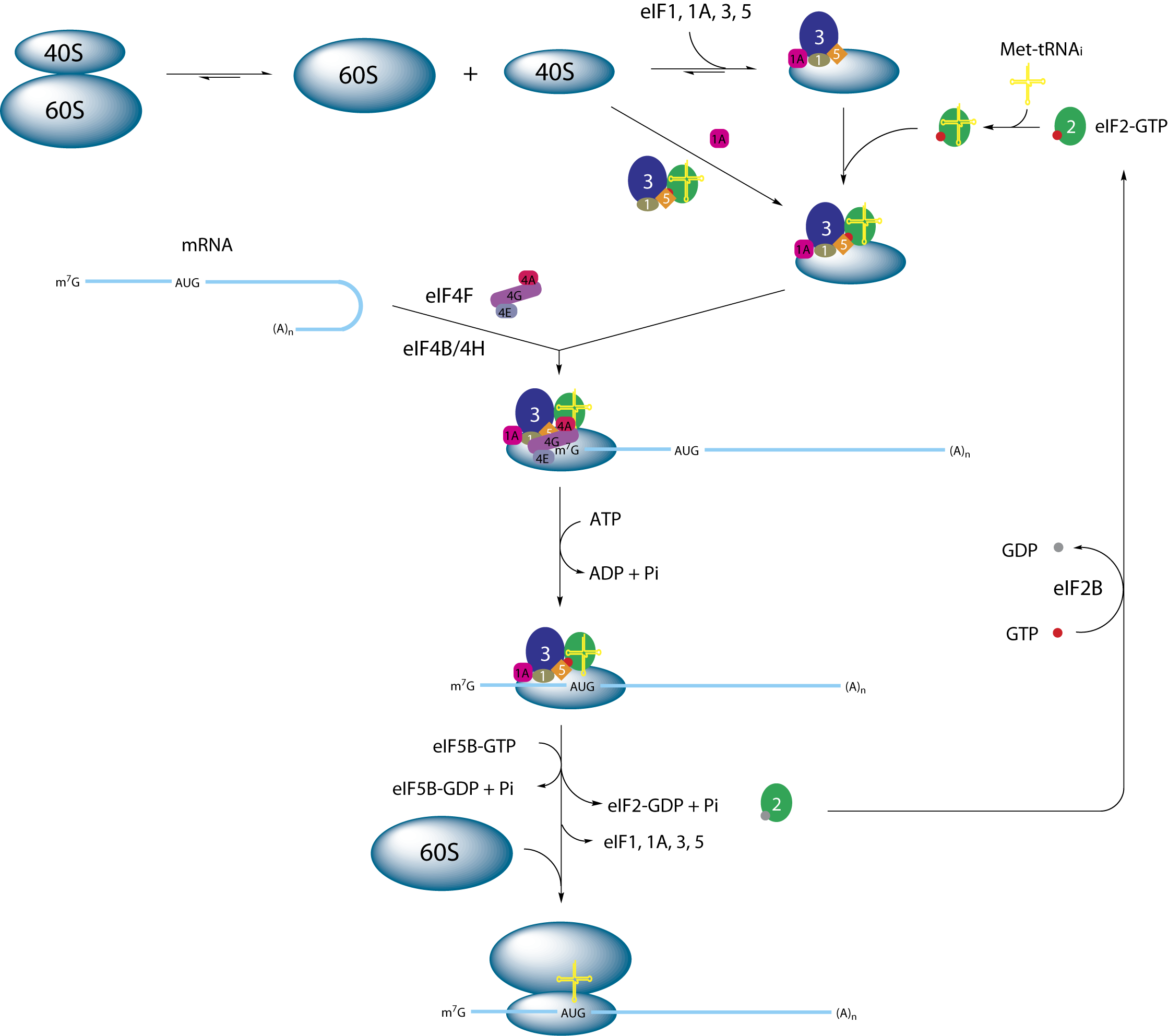
O processo de iniciação da tradução da tradução em eucariotos com eIF2 mostrado em verde claro. Outros fatores também são mostrados.

O fator de iniciação eucariótico 2 (eIF2) é um fator de iniciação eucariótico. Ele é necessário, em geral, para iniciação da tradução. O eIF2 medeua a ligação do tRNAmet ao ribossomo em uma maneira dependente de GTP. eIF2 é um heterotrímero, constituído de uma subunidade alfa, uma beta e uma gama (também chamadas 1, 2 e 3 respectivamente).
Uma vez que a iniciação é completa, eIF2 é liberado do ribossomo ligado à GDP como um complexo binário inativo. Para participar em outra rodada de iniciação da tradução, esse GDP deve ser trocado por GTP.